# Georges Dupraz
Georges Dupraz, né le 24 mars 1923 à Neuvecelle et mort le 1er mai 1973 à Grenoble, est un footballeur et entraîneur français. Il était attaquant.
Il inscrit plus de 100 buts en championnat professionnel. Il marque notamment 17 buts en Division 1 avec Montpellier lors de la saison 1952-1953.

## Palmarès
- Champion de France de D2 en 1951 avec l'Olympique lyonnais
- Il est également le tout premier buteur de l'histoire de l'Olympique lyonnais lors de la victoire (3-0) du club rhodanien face au CA Paris le 27 août 1950.